# Private message
Private message met bijbehorende term private messaging, veelal afgekort tot PM (privébericht of PB en pb'tje, in het Nederlands), direct message (DM) zijn Engelse termen die doelen op kleine, persoonlijke berichten (of berichtensystemen) op websites. Een voorbeeld hiervan is een forum of een wiki waar berichten normaal gesproken voor iedereen zichtbaar zijn. 
De privéberichten wijken hiervan af. Het zijn berichten die één gebruiker naar één andere gebruiker stuurt, als een soort intern e-mailsysteem. NS beveelt klanten die wat willen vragen of melden aan een privébericht op Twitter of Facebook te sturen, dit wordt volgens NS veel sneller bekeken en beantwoord dan e-mail.
Meestal zijn gebruikers gebonden aan een bepaald quotum (maximaal aantal) en een maximale grootte per bericht om de benodigde opslagruimte te beperken.